# Інґрід Волфф
Інґрід Волфф (нід. Ingrid Wolff, 17 лютого 1964) — нідерландська хокеїстка на траві.
Бронзова призерка Олімпійських Ігор 1988 року, учасниця 1992 року.
Чемпіонка Європи 1987 року.
Чемпіонка світу 1990 року.
Бронзова призерка Трофею чемпіонів 1991 року.